# Jōyōkanji

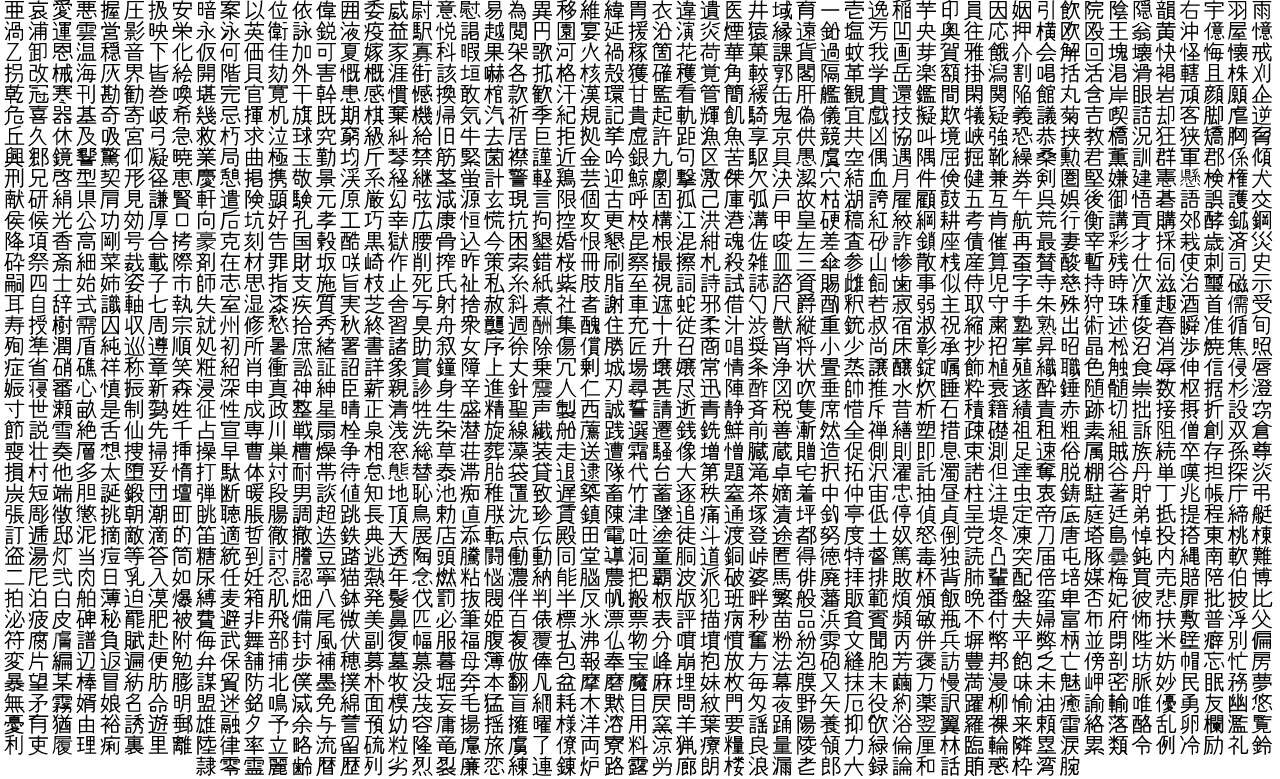
Alle 2.136 jōyōkanji

Jōyōkanji (Japans: 常用漢字, [dʑoːjoːkaꜜɲdʑi]) (Karakters voor algemeen gebruik) is de officiële lijst van kanji die elke Japanse student ten minste moet hebben geleerd bij het afleggen van het examen voor het voortgezet onderwijs in Japan. De lijst is geen volledige lijst van alle kanji, maar wordt beschouwd als de absolute basis met betrekking tot kanjibeheersing. De lijst bevat de meest gebruikte kanji en ook enkel vereenvoudigde kanji. Om laaggeletterden ten dienste te zijn worden officiële documenten en overheidscommunicatie enkel geschreven met jōyōkanji. Woorden waarvoor de kanji niet voorkomen op de lijst, worden geschreven met de fonetische lettergreepschriften: hiragana en katakana. De lijst is opgesteld in 1981 en bevatte toen 1.945 karakters. De lijst is in 2010 uitgebreid naar het huidige aantal van 2.136 karakters. De jōyōkanjilijst is een vervanging van de tōyōkanjilijst die was opgesteld in 1946 en toentertijd 1.850 karakters bevatte.
De 2.136 jōyōkanji zijn onderverdeeld in twee groepen:
- 1.026 kanji, bekend als: kyōikukanji (onderwijskanji), deze worden onderwezen op het basisonderwijs.
- 1.110 kanji, additionele kanji, deze worden onderwezen op het voortgezet onderwijs.

## Etymologie
De term jōyōkanji is de romaji-transliteratie van de kanji 常用漢字. Het is de samenstelling van de zelfstandige naamwoorden: 常用 [jōyō] "algemeen gebruik" en 漢字  [kanji] "Chinees Han karakter". Het eerste deel van de samenstelling is opgebouwd uit de kanji 常 jō, in de on-lezing en 用 yō, eveneens in de on-lezing; deze kanji betekenen respectievelijk: "gewoon" en "gebruik".. Het tweede deel van de samenstelling is opgebouwd uit de kanji: 漢 kan, in de on-lezing en 漢字 ji, eveneens in de on-lezing; deze kanji betekenen respectievelijk: "China" en "karakter". Jōyōkanji kan worden vertaald als: Han karakters voor algemeen gebruik.

## Geschiedenis
- 1923 - Het Japanse Ministerie van Onderwijs stelt een lijst op met 1.962 kanji en 154 vereenvoudigde karakters.
- 1931 - De voorgaande lijst werd geresiveerd en bestond uit 1.858 kanji.
- 1942 - De lijst werd uitgebreid. 1.134 kanji werden gespecificeerd als standaardkarakters en 1.320 kanji werden gespecificeerd als sub-standaardkarakters.
- 1946 - De tōyōkanjilijst wordt verankerd in de wet en beschouwd als de lijst van de essentieelste kanji voor dagelijks gebruik. Deze lijst bevat eveneens 881 basiskanji die moeten worden onderwezen op de basisschool.
- 1981 - De eerste jōyōkanjilijst wordt geïntroduceerd als vervanging van de tōyōkanjilijst. De jōyōkanjilijst bevat totaal 1.945 karakters.
- 2010 - De herziening van de jōyōkanjilijst wordt geïntroduceerd. Een totaal van 196 karakters zijn toegevoegd en 5 karakters (勺, 銑, 脹, 錘, en 匁) zijn verwijderd. In het amendement zijn eveneens veranderingen aangebracht in de officiële lezingen van 28 kanji. Drie kanji verloren drie lezingen die niet langer meer gebruikelijk waren. De kun'yomi-lezing van 側 is veranderd van かわ [kawa] naar がわ [gawa].